# Football aux Jeux panarabes de 1953
Navigation
Beyrouth 1957
Les Jeux panarabes de 1953 de football opposent six nations arabes et se déroulent dans la ville d'Alexandrie au Égypte. Il s'agit de la 1re édition de ces jeux. Se déroulant du 26 juillet au 10 août 1953, la compétition s'est déroulée sous forme de deux phases mettant aux prises six nations différentes. La première se déroule sous forme de deux groupes et les premiers de chaque poule s'affrontent lors de la 2e phase en finale tandis que les deuxième de chaque groupe s'affrontent pour la troisième place.
C'est l'Égypte qui remporte la compétition de football lors de cette édition en battant en finale la Syrie par 4-0 tandis que dans le cadre de la petite finale, la Libye décroche la troisième place grâce à sa victoire par 3-2 face à la Jordanie.

## Équipes participantes
6 nations prennent part à la compétition :
- Égypte
- Liban
- Libye
- Syrie
- Jordanie
- Palestine

## Compétition

### Phase de poule

#### Groupe A
| Rang | Équipe    | Pts | J | G | N | P | Bp | Bc | Diff |  | Résultats (▼ dom., ► ext.) |  |      |     |
| ---- | --------- | --- | - | - | - | - | -- | -- | ---- |  | -------------------------- |  | ---- | --- |
| 1    | Égypte    | 4   | 2 | 2 | 0 | 0 | 18 | 3  | +15  |  | Égypte                     |  | 10-2 | 8-1 |
| 2    | Libye     | 2   | 2 | 1 | 0 | 1 | 7  | 12 | -5   |  | Libye                      |  |      | 5-2 |
| 3    | Palestine | 0   | 2 | 0 | 0 | 2 | 3  | 13 | -10  |  | Palestine                  |  |      |     |

#### Groupe B
| Rang | Équipe   | Pts | J | G | N | P | Bp | Bc | Diff |  | Résultats (▼ dom., ► ext.) |  |     |     |
| ---- | -------- | --- | - | - | - | - | -- | -- | ---- |  | -------------------------- |  | --- | --- |
| 1    | Syrie    | 3   | 2 | 1 | 1 | 0 | 3  | 1  | +2   |  | Syrie                      |  | 3-1 | 0-0 |
| 2    | Jordanie | 2   | 2 | 1 | 0 | 1 | 5  | 4  | +1   |  | Jordanie                   |  |     | 4-1 |
| 3    | Liban    | 0   | 2 | 0 | 1 | 1 | 1  | 4  | -3   |  | Liban                      |  |     |     |

### Phase finale

#### Match pour la3eplace
| 9 août 1953 | Libye | 3 - 2 | Jordanie |  |  |
|             |       |       |          |  |  |

#### Finale
| 10 août 1953 | Égypte | 4 - 0 | Syrie |  |  |
|              |        |       |       |  |  |

## Vainqueur
| Vainqueur des Jeux panarabes de 1953 Égypte 1er titre |